# کنوانسیون اول ژنو

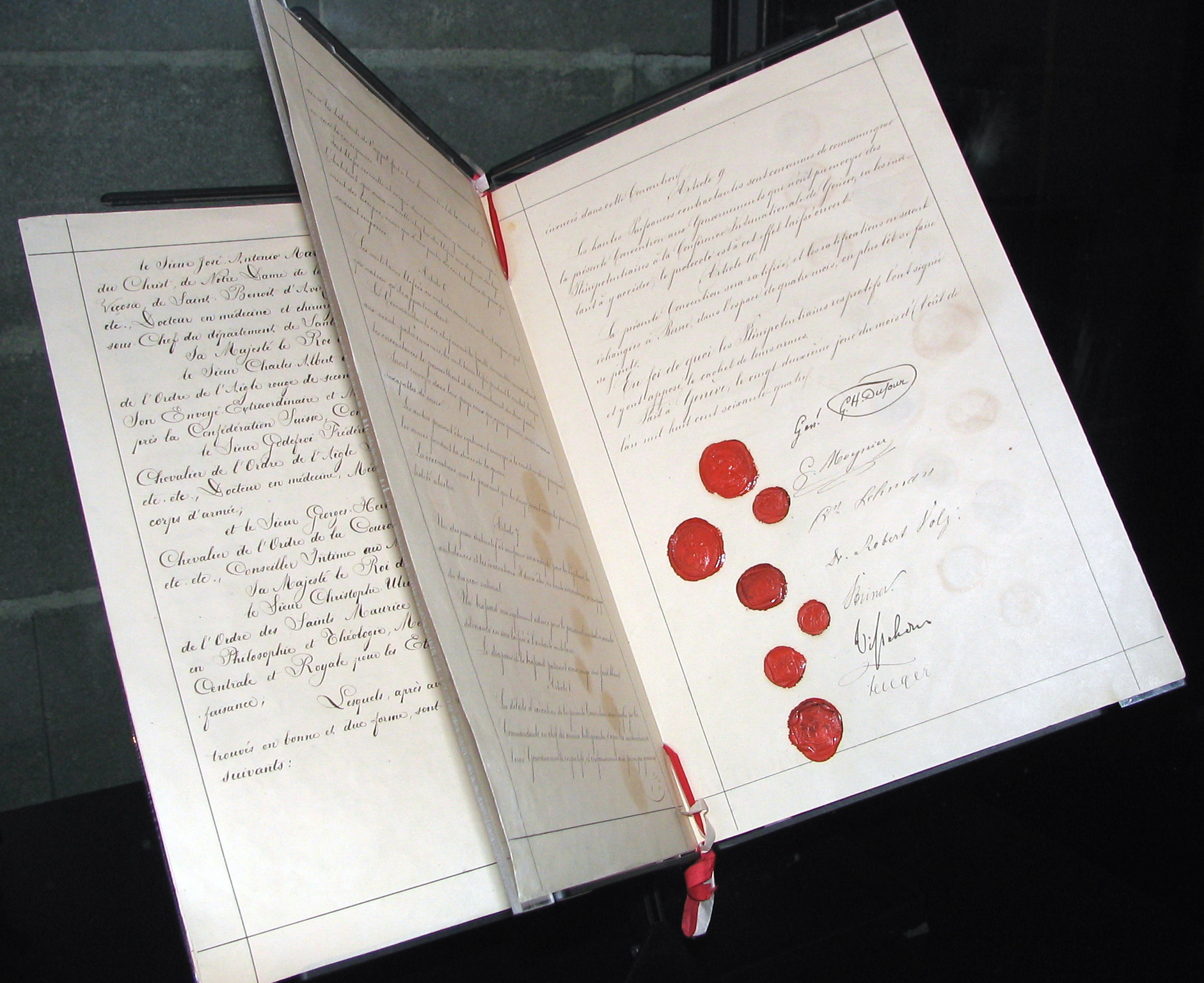
پیمان ۱۸۶۴ ژنو، یکی از نخستین تلاش‌ها برای ضابطه‌مند کردن حقوق بین‌الملل

کنوانسیون اول ژنو برای بهبود وضعیت مجروحان ارتش‌های جنگی، که در ۲۲ اوت ۱۸۶۴ برگزار شد، اولین پیمان از پیمان‌های چهارگانه ژنو بود که در ۱۰ ماده تنظیم شد. این پیمان «بنیان حقوق بین‌الملل را برای حمایت از قربانیان درگیری‌های مسلح» تعریف می‌کند. به موجب این کنوانسیون دوازده کشور در شهر ژنو موافقت کردند که سربازانی که در جبهه‌های جنگی زخمی شده‌اند را جمع‌آوری نمایند و به آنها کمک‌های پزشکی برسانند. این پیمان در سال‌های ۱۹۰۶، ۱۹۲۹، و نهایتاً ۱۹۴۹ مورد بازبینی قرار گرفت.
پیش‌قدم و مجری این پیمان کمیته بین‌المللی صلیب سرخ بود.
تصمیم اصلاح دو کنوانسیون سال 1929 و ایجاد چارچوب حقوقی کامل‌تر به منظور حمایت از قربانیان مخاصمات مسلحانه با خشونت‌های جنگ جهانی دوم که از لحاظ  وسعت و آسیب وارده به هر دو گروه نظامیان و غیر نظامیان بی‌سابقه بود، سرعت یافت. زمانی که گسترش میزان حمایت حاصل شده توسط حقوق بین‌الملل بشردوستانه مدت‌ها پیش از وقوع جنگ جهانی دوم مورد مذاکره بود، تجربیات آن جنگ دولت‌هایی را که در نشست دیپلماتیک شرکت داشتند قانع کرد تا برخی از خلاءهای حقوق بین‌الملل بشردوستانه معاهداتی را که در جنگ جهانی دوم نمایان گشت، مرتفع کنند.  در سال ۱۹۴۹، کنوانسیون ژنو دربارۀ بهبود وضعیت مجروحان و بیماران نیروهای نظامی در میدان نبرد، نخستین کنوانسیونی بود که از میان چهار کنوانسیون توسط نشست دیپلماتیک ژنو 1949 مورد قبول واقع شد.

## تاریخچه

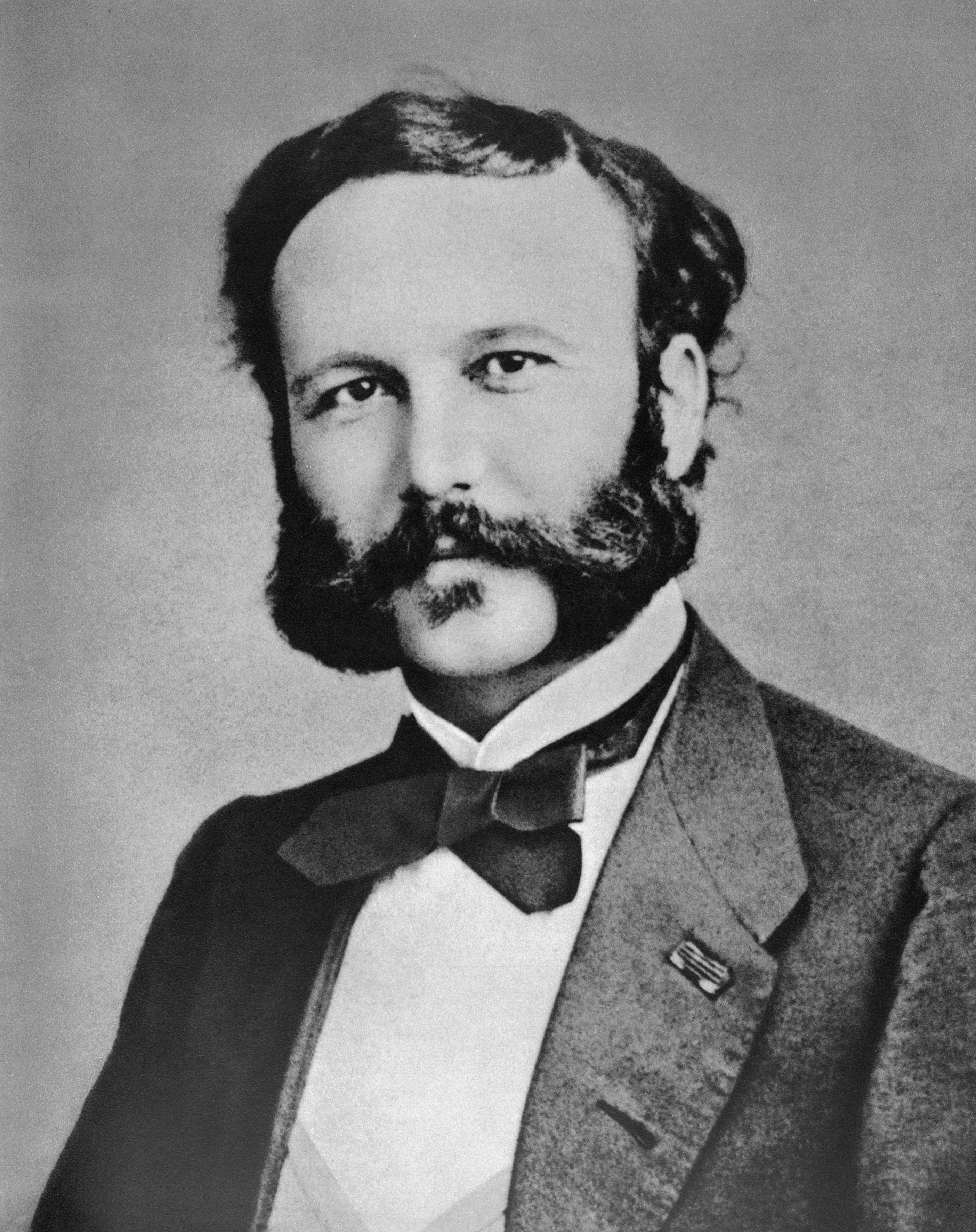
آنری دونان

منشا اولین کنوانسیون ژنو از تاریخ کمیته بین المللی صلیب سرخ و بنیان گذاران آن جدایی ناپذیر است. 
آنری دونان، تاجر و سپس فعال اجتماعی سوئیسی، در نبرد سولفورینو (۱۸۵۹) بین فرانسه و اتریش در شمال ایتالیای امروزی حاضر بود و مشاهده کرد که ۴۰۰۰۰ سرباز زخمی به علت کمبود امکانات در میدان جنگ رها شدند. پس از بازگشت به ژنو، دونان مشاهدات خود را در قالب کتابی به نام «خاطرۀ سولفرینو» به چاپ رساند و پس از آن تلاش‌های بسیارش منجر به تأسیس کمیته بین‌المللی صلیب سرخ در سال ۱۸۶۳ شد.
آنری دونان در پایان کتاب خود، «خاطره‌ای از سُلفرینو» (سُلفرینو، شهری در ایتالیا) که در ماه اکتبر سال1862 منتشرشده است، آرزوی دوگانه خود را اینگونه بیان می‌دارد: «نخست آنکه هر کشوری باید در زمان صلح یک گروه امدادی ترتیب دهد تا در زمان جنگ با ارائه خدمات پزشکی به ارتش کمک کند و دوم آنکه آن کشورها باید از طریق کنوانسیون یک اصل رسمی را به تصویب برسانند که به اعطای شناسایی بین‌المللی به چنین گروه‌هایی بینجامد و این گروه‌ها در زمان مخاصمات مسلحانه با ارائه خدمات پزشکی به نیروهای نظامی کمک کنند.» 
جمعیت صلیب سرخ و هلال احمر به تحقق اولین آرزو به واقعیت همت گماشتند. اگرچه دومین آرزو بود که به اولین کنوانسیون ژنو، کنوانسیون 1864 دربارۀ بهبود وضعیت مجروحان میدان نبرد، انجامید. این معاهده بخاطر بینش و عزم بنیان‌گذاران کمیتۀ بین‌المللی صلیب سرخ در مدت کوتاهی  به مقبولیت گسترده ای دست یافت. 
کنوانسیون ۱۸۶۴ تنها مشتمل بر ده ماده بود، اما پایۀ حمایت از افراد در مخاصمات مسلحانه را بنیان گذاشت. این کنوانسیون، اصلی را در برداشت که آن دسته از اعضای نیروهای نظامی که از میدان رزم به علت جراحت یا بیماری بدون وسیلۀ دفاع خارج شده‌اند، باید صرف‌نظر از ملیت خود مورد حمایت و مراقبت قرار بگیرند. در نتیجه کنوانسیون به منظور افزایش حمایت از مجروحان، کارکنان پزشکی، آمبولانس‌ها و بیمارستان‌های نظامی را نیز مورد حمایت قرار داد. نشان مشخص صلیب سرخ بر روی زمینۀ سفید به عنوان نماد قابل رویت این حمایت قرار گرفت. 
این کنوانسیون نقطۀ آغازی برای تلاش‌های پایان ناپذیر دولت‌ها، کمیتۀ بین‌المللی صلیب سرخ و انجمن‌های ملی به منظور اصلاح و بهبود حمایت‌های حاصل شده برای قربانیان در زمان جنگ بود. با وجود اینکه این حمایت در آغاز تنها مجروحان و بیماران نیروهای نظامی را در برمی‌گرفت و غیرنظامیان را شامل نمی‌شد، اما به تدریج شالودۀ معاهدات امروزی که از تمام قربانیان مخاصمات مسلحانه حمایت می‌کنند را شکل داد.
در نشست دیپلماتیک سال 1906، کشورها یک کنوانسیون جدید و مبسوط دربارۀ مجروحان و بیماران، که تعداد مواد آن به 33 ماده افزایش یافته بود را پذیرفتند. کنوانسیون ژنو 1906 مفهوم «احترام به مجروحان و بیماران» را به تعهدات  کلی جمع‌آوری و مراقبت که در کنوانسیون 1864 اشاره شده بود، افزوده و بندهایی مربوط به تدفین مردگان و انتقال اطلاعات مربوط به هویت را شامل می‌شد. 
در سال 1929، یک کنوانسیون جدید مورد پذیرش قرار گرفت که بنا بر تجربۀ جنگ جهانی اول به بندهای فوق الذکر بسط یافت. قابل‌توجه‌ترین تغییرات، الغای بند مشارکت همگانی بود که به استناد آن کنوانسیون تنها زمانی لازم‌الاجرا بود که همۀ متخاصمان در یک مخاصمه عضو کنوانسیون باشند؛ همچنین موادی جهت  شناسایی هواپیماهای  پزشکی، گسترش استفاده از نشان حمایتی به فعالیت‌های زمان صلح جمعیت‌های ملی و الزام جلوگیری از نقض مقررات کنوانسیون به این کنوانسیون افزوده شد. 

## تاریخچۀ کنوانسیون‌های چهارگانه ۱۹۴۹
برای تصویب کنوانسیون های چهارگانه ۱۹۴۹،‌ چندین نشست تخصصی در ژنو تشکیل شد که مواد مقدماتی توسط کمیتۀ بین‌المللی صلیب سرخ جمع آوری شد و پیش نویس‌های اولیه مورد بحث قرار گرفت. مهم‌ترین نشست‌ها، نشست مقدماتی جمعیت‌های ملی صلیب سرخ در سال 1946 و نشست کارشناسان دولتی در سال 1947 بود. پیش‌نویس‌های تهیه شده توسط این نشست‌ها به نشست بین‌المللی کمیتۀ بین‌المللی صلیب سرخ در استکهلم در سال 1948 ارائه شد که اصلاحات بعدی در آن مورد پذیرش واقع شد. 
پیش‌نویس‌های استکهلم به عنوان پایه‌های مذاکرات در نشست دیپلماتیکی به کار رفتند که توسط شورای فدرال سوییس به عنوان «امین کنوانسیون‌های 1929» در ژنو از تاریخ 21 آپریل تا 12 اوت 1949 تشکیل شد. 59 کشور به طور رسمی از سمت هیئت نمایندگان به منظور مذاکره بر روی متن با اختیار تام به نمایندگی انتخاب شدند و چهار کشور نیز ناظر فرستادند. نشست بلافاصله چهار کمیتۀ اصلی تشکیل داد که به طور همزمان  به  بررسی (1) اصلاح نخستین کنوانسیون و تهیۀ پیش‌نویس کنوانسیون دوم، که کنوانسیون اول را با نبرد دریایی وفق می‌دهد، (2) اصلاح کنوانسیون ژنو دربارۀ زندانیان جنگی (3) تهیۀ پیش‌نویس کنوانسیونی کاملاً نوین که برای نخستین بار مسئلۀ حمایت از غیرنظامیان را بررسی می‌کند و (4) مواد مشترک در هر چهار کنوانسیون  می‌پردازد. 

## کنوانسیون اول ژنو ۱۹۴۹
اصل بنیادینی که شالودۀ هر چهار کنوانسیون را تشکیل می‌دهد احترام به جان و شأن هر انسانی، در شرایط مخاصمۀ مسلحانه است. اشخاصی که در طی مخاصمۀ مسلحانه رنج می‌کشند باید برای آن مورد کمک، حمایت و مراقبت واقع شوند. باید با آنها در تمام شرایط به طور انسانی، بدون هیچگونه تمایز نامطلوب رفتار شود. 
این اصل زیربنای قواعد مشخص موجود در کنوانسیون اول ژنو دربارۀ مجروحان و اعضای بیمار نیروهای نظامی است که دربرگیرندۀ این تعهد بنیادین برای طرفین مبنی بر احترام و حمایت از آنها در همۀ شرایط، رفتار انسانی و مراقبت از آنها بدون هیچگونه تمایز نامطلوب است. مجروحان و بیماران نیروهای نظامی باید جستجو و جمع‌آوری شده و در مقابل غارت و بد رفتاری مورد حمایت واقع شوند. 

## ساختار کنوانسیون اول ژنو ۱۹۴۹
کنوانسیون اول با مواد مشترکی آغاز می‌گردد که در واقع در هر چهار کنوانسیون یکسان است. این مواد مشترک که در فصل اول کنوانسیون درج شده، دربارۀ تعهد احترام و تضمین احترام به کنوانسیون بوده و حوزۀ اجرای کنوانسیون را شرح می‌دهد. همچنین این مواد بر غیرقابل سلب بودن حقوق اشخاص مورد حمایت کنوانسیون تاکید می‌کند. این مواد مشترک همچنین صلاحیت کمیتۀ بین‌المللی صلیب سرخ و سایر تشکیلات بشردوستانۀ بی‌طرف برای ارائۀ خدمات بشردوستانه به طرفین مخاصمۀ مسلحانه بین‌المللی به منظور حمایت از مجروحان و بیماران را گرامی می‌دارند.  ماده 3 مشترک نیز  قواعد حاکم بر مخاصمات مسلحانۀ غیر بین‌المللی را شرح می‌دهد. 
مواد مشترک دیگری نیز بین چهار کنوانسیون در پایان کنوانسیون اول پیدا می‌شوند، به طور خاص مواد مربوط به اشاعه، ترجمه، تلافی و ضمانت اجراهای کیفری و مواد آخر که رویۀ امضا، تصویب و لازم‌الاجرا شدن و الحاق به کنوانسیون را توضیح می‌دهند. 
در فصل دوم موادی مشتمل بر قواعد مربوط به حمایت از مجروحان و بیماران مخاصمات مسلحانه بیان می‌شود. مادۀ 12 حاوی لیستی از اعمال ممنوع است که شامل سوءقصد علیه جان، شکنجه و رها کردن تعمدی مجروحان و بیماران جنگی بدون کمک پزشکی و مراقبت است. مادۀ 12 توسط مادۀ 15 تکمیل می‌گردد که تعهدات بنیادینی را در مقابل مجروحان و بیماران به طرفین تحمیل می‌کند، مانند تعهد به جستجو برای آنها و جمع‌آوری و دور کردن آنها از نواحی خطر. در حالیکه ماده 13 گروههایی را که از حمایت مورد نظر کنوانسیون بهره‌مند می‌گردند برمی‌شمرد، ماده 14 روشن می‌سازد که آن دسته از مجروحان و بیماران نظامی که به دست دشمن می‌افتند اسیران جنگی بوده و در نتیجه از حمایت کنوانسیون‌های اول و سوم ژنو بهره‌مند  می‌گردند. اطلاعاتی که باید دربارۀ اسیران مجروح داده شود و وظایف مرتبط با مردگان در مواد 16 و 17 شرح داده شده است.
فصل سوم این کنوانسیون به حمایت از واحدهای پزشکی و تأسیسات و به ایجاد محدوده و مکان‌های امن می‌پردازد.
فصل چهارم به وضعیت حقوقی پزشکان نظامی و کارکنان مذهبی اشاره داشته و ملزم می‌دارد که آنها باید در میدان نبرد مورد حمایت و احترام واقع شوند. اصولاً اگر آنها به دست دشمن بیفتند، باید به طرفی که تعلق دارند بازگردانده شوند. هرچند کنوانسیون اول مقرر می‌دارد که آنها می‌توانند در شرایط بخصوصی برای مراقبت از اسرای جنگی باقی بمانند. وضعیت ویژه و شرایط بازگشت آن دسته که برای مراقبت از مجروحان و بیماران اسرای جنگی مورد نیاز نیستند، در مواد 28 ،30 و 31 به دقت تشریح شده است. در مواد 26 ،27 و 30 فصل چهارم  به نقش و حمایت از آن دسته از  کارکنان جمعیت‌های امدادی ملی که به کادر پزشکی نیروی نظامی کشور خود یا دیگری کمک می‌کنند، اشاره شده است.
فصل پنجم تنها مشتمل بر دو ماده است. ماده 33 حمایت از واحدهای پزشکی سیّار و تأسیسات پزشکی ثابتی که به دست دشمن افتاده است را قانونمند می‌سازد. ماده 34 مقرر می‌دارد که اموال گروه‌های امدادی باید به عنوان اموال خصوصی در نظر گرفته شده و تصاحب یا مصادره آنها به عنوان غنیمت جنگی مجاز نیست.
مواد مشابهی در فصل ششم به منظور حمایت از وسایل نقلیه و هواپیمای جنگی مقرر شده است. بعلاوه ماده 37 کنوانسیون اول، پرواز هواپیمای پزشکی را بر فراز کشورهای بی‌طرف تحت شرایط مشخصی مجاز می‌شمارد.
فصل هفتم به مواد مرتبط با استفاده و حمایت از نشان مشخص صلیب سرخ یا هلال احمر اختصاص دارد. این فصل کارکرد حمایتی نشان مشخص را در بر می‌گیرد و معیارهای استفاده از آن را مشخص می‌کند. مواد الحاقی دربارۀ جلوگیری و مجازات سوءاستفاده از نشان در فصل نهم ذکر شده است.
فصل هشتم به اجرای کنوانسیون و اشاعۀ آن به عنوان یک شرط ضروری در کاربرد مؤثر آن می‌پردازد. این فصل همچنین شامل موادی است که به ممنوعیت مطلق انتقام متخاصمان از مجروحان، بیماران، کارکنان و اماکن و تجهیزات مورد حمایت کنوانسیون اشاره می‌کند. در اثر این ممنوعیت مطلق است که اشخاص تحت حمایت کنوانسیون اول در هر جبهۀ یک مخاصمۀ مسلحانه از این خطر پی در پی و فجیع که طرف متخاصم به علت پاسخ به حملات، با اقدامات یکسان و مشابه با آنها بد رفتاری کند، مورد حافظت قرار دارند.
کنوانسیون اول با فصل نهم که شامل مواد مربوط به سرکوب سوءاستفاده‌ها و تخلفات بوده پایان یافته و در بخش نهایی حاوی مواد پایانی می‌باشد. 

## مرور برخی از مواد اصلی کنوانسیون اول ژنو ۱۹۴۹
بر اساس این کنوانسیون باید مردگان مورد جستجو قرار گرفته و در مقابل غارت حمایت شوند، خاکسپاری محترمانه‌ای داشته و قبر آنها مورد احترام باشد. باید برای ضبط اطلاعاتی که در شناسایی مجروحان، بیماران یا مردگان کمک می‌کنند، اقداماتی اتخاذ گردد تا اطلاعات مربوط به سرنوشت آنها بتواند به قدرتی که بدان وابسته هستند و در نهایت خانواده‌های آنها برسد. خاکسپاری مردگان باید پس از معاینۀ دقیق با نظارتی که محرز هویت است باشد و قبرهای مردگان باید به نحو مناسب علامت گذاری و مکان آنها ضبط گردد. 
کنوانسیون اول ژنو به منظور تحقق شرط اساسی جمع‌آوری و مراقبت برای مجروحان و بیماران، کارکنان پزشکی نظامی، مواد و وسایل نقلیه و همچنین مکان‌هایی که به آنها پناه می‌دهند را تحت حمایت خود قرار داده است. حمایت‌های مذکور هم در میدان نبرد و هم زمانی که در دست دشمن هستند، اجرا می‌گردند. 
کنوانسیون اول ژنو، استفاده از نماد صلیب سرخ یا هلال احمر بر روی زمینۀ سفید را به عنوان نشان مشخص کادر پزشکی نیروهای نظامی یک کشور تایید می‌کند، تا راهی برای بهبود حمایت از سربازان مجروح و بیمار و اعضای کادر پزشکی نیروهای نظامی باشد. این نشان مشخص، نمایانگر بهره‌مندی حامل آن از حمایت‌های مشخصی در مقابل حمله، صدمه یا هرگونه دخالت در وظایف آنان است. کنوانسیون هم‌زمان تایید می‌کند که جمعیت‌های ملی صلیب سرخ و هلال احمر ممکن است از نشان مشخص برای اشاره به ارتباط خود با جنبش بین‌المللی صلیب سرخ و هلال احمر استفاده کنند، بدون آنکه دلالتی ضمنی یا قصدی برای استناد بر حمایت مذکور در کنوانسیون ژنو داشته باشند. کنوانسیون اول از طرفین خواستار احترام و تضمین احترام به نشان، و کنترل استفاده از آن بوده و لازم می‌داند که از سوءاستفاده از نشان در هر زمان جلوگیری گردد. 
همچنین کنوانسیون اول شامل مجموعه مواد جامعی در باب جلوگیری از سوءاستفاده و ضمانت اجراهای کیفری بوده که هدف آنها تضمین احترام به کنوانسیون اول و افزایش حمایت ارائه شده توسط کنوانسیون است. این مواد در سال 1949 کاملاً بدیع بوده و در هر چهار کنوانسیون ژنو به طور مشابه ثبت شدند. ماده 49 دولت‌های عضو را ملزم می‌نماید که قانونی با ضمانت اجراهای کیفری مؤثر وضع نموده و متهمان مظنون به ارتکاب یکی از نقض‌های اساسی و شدید مذکور در ماده50 را ، صرفنظر از ملیتشان، تحت پیگرد قانونی قرار داده و مسترد نمایند. 

## کشورهای عضو کنوانسیون اول ژنو ۱۹۴۹
امروزه تقریباً تمام کشورهای دنیا عضو کنوانسیون‌های چهارگانۀ ژنو هستند. برای مشاهدۀ لیست کامل کشورهای عضو به اینجا رجوع کنید. 